# Rantis
Rantis (en arabe : رنتيس) est une bourgade de Palestine, en Cisjordanie, dépendant du gouvernorat de Ramallah et Al-Bireh. Rantis se trouve à 33 kilomètres au nord-ouest de Ramallah et accueille une population d'environ 3 000 habitants (2 990 en 2007) majoritairement issue de six clans: les Danoun, Wahdan, Khallaf, Ballot, Dar Abo Salim, al-Ryahî et Hawache.

## Histoire
Rantis s'appelait autrefois Arimathie (en), lieu où habitait Joseph d'Arimathie qui conduisit Jésus au tombeau. Le terme employé dans le texte grec des Évangiles est Ἀριμαθαία, Arimathaia. Celui de la Septante est quasiment identique : Άρμαθαία, Armathaia.
Arimathie est peut-être aussi le lieu dont il est question dans le premier livre de Samuel (1 : 1), en hébreu הרמתים, Ha-Ramathaïm. La racine hébraïque רם (RM) signifie hauteur, endroit élevé, et se retrouve dans le nom de plusieurs localités. Ha-Ramathaïm veut donc dire, littéralement, les hauteurs. En effet Eusèbe de Césarée et saint Jérôme identifient le lieu comme celui de la naissance de Samuel. Saint Jérôme rapporte que sainte Paule (qui l'aida à traduire la Vulgate) a visité Arimathie au IVe siècle, après l'ère constantinienne. La tradition ancre donc ce village dans les pas de Samuel et de Joseph d'Arimathie et un monastère byzantin y est édifié. Des fouilles archéologiques ont mis au jour des tombes creusées dans le roc au sud-ouest du village. Le village est visité par les pèlerins tout au long de l'ère byzantine. Il est décrit aussi sous le nom de Ramathaim, puis Remphthis.
Pendant les Croisades, le village est toujours connu sous le nom d'Arimathie, Arimatie, ou Abarimatie. En 1150, les Prémontrés y ouvrent un couvent. le village possédait aussi une église paroissiale. 
Rantis est conquis en 1187 par Saladin qui chasse les Croisés et ses habitants se convertissent au fil des ans à l'islam.

### Époque ottomane
Rantis est soumis comme le reste de la Palestine à l'Empire ottoman en 1517. En 1596 il en est fait mention dans les  registres d'impôts, comme dépendant de la nahiya de Djabal Qubal du district (liwa) de Naplouse. Le village accueillait alors vingt foyers fiscaux et deux célibataires, tous musulmans. Les villageois payaient leur impôt en nature sur le blé, l'orge, le son, les oliviers, les chèvres et les ruches, ainsi que des impôts sur le pressoir des olives et de la vigne.
L'explorateur français Victor Guérin visite le village en 1870 et y trouve 400 habitants. Il est entouré d'oliveraies et de champs de tabac.
En 1882, le rapport de la Palestine Exploration Fund (britannique) sur la Palestine occidentale décrit le village, comme fait de maisons d'adobes, avec une haute pente, entourée de champs ouverts et de quelques oliviers. L'eau est alors fournie par des citernes.

### Mandat britannique
Selon le recensement de 1922 sous le mandat britannique, Rantis  avait une population de 824 habitants, tous musulmans et de 954 habitants en 1931 dans 213 foyers.  
En 1945, la population s'élevait à 1 280 habitants tous Arabes, pour une surface de 30 933 dunams, dont  1 299 pour les plantations et les terres irriguées et 7 341 pour la culture de céréales et 30 dunams classés en surface construite.

### 1948-1967
Après la guerre de 1948 et l'armistice de 1949, Rantis entre sous administration jordanienne.
Les 28 et 29 janvier 1953, un groupe armé de 120 à 150 hommes de l'armée israélienne utilisant des mortiers de 2 et de 3, des armes antichars et des torpilles Bangalore, ainsi que des mitraillettes et des grenades, franchissent la ligne de démarcation et attaquent les villages jordaniens de Falameh et Rantis. Le moukhtar de Falameh est tué et sept villageois sont blessés et trois maisons, démolies. L'attaque dure quatre heures et demie. Israël est condamné par  la Commission mixte de l'Organisme des Nations unies chargé de la surveillance de la trêve.

### Depuis 1967
Depuis la Guerre des Six Jours en 1967, Rantis est sous occupation israélienne.

## Économie et infrastructures

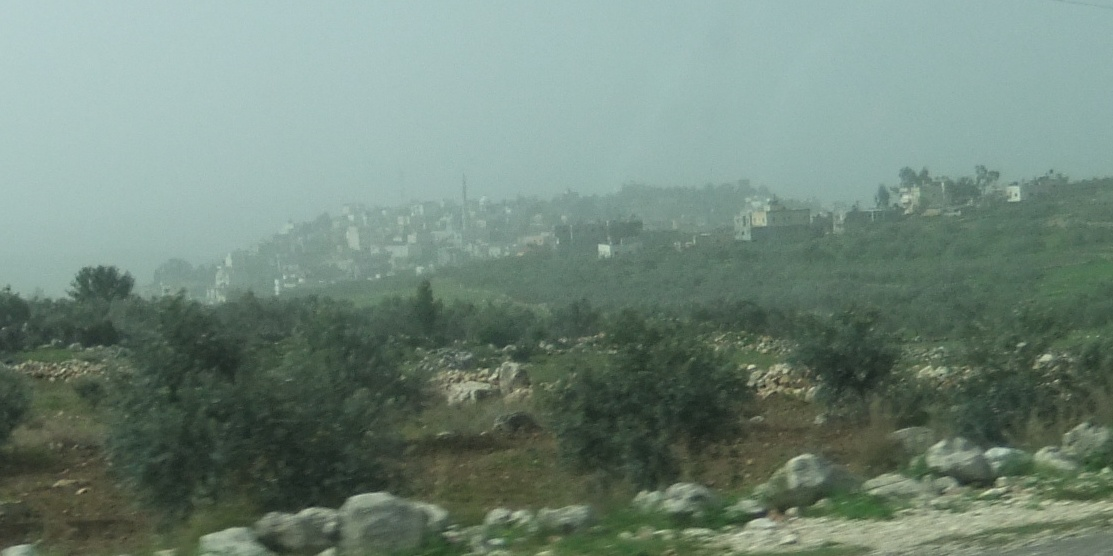
Oliviers et Rantis au fond.

Le village de Rantis vit surtout du petit commerce et de l'agriculture (oliveraies et 20 % de la surface sont occupés par la culture de céréales). Il possède deux jardins d'enfants et deux écoles primaires, ainsi que deux mosquées, trois dispensaires et un club culturel.